# Asbjørn Holm
Asbjørn Antoni Holm (* 9. April 1921 in Langenes; † 4. Februar 2001) war ein norwegischer Politiker (Sosialistisk Folkeparti).

## Leben
Holm arbeitete ab 1937 als Fischer und Seemann. In der Zeit zwischen 1947 und 1953 war er auf einem Rettungsboot tätig.
Im Zeitraum von 1961 bis 1969 saß Holm für zwei Legislaturperiode als Vertreter des Wahlkreises Nordland im norwegischen Parlament, dem Storting. Im Jahr 1963 wurde er zusammen mit Finn Gustavsen zur zentralen Figur in der Kings-Bay-Affäre, da er der Regierung von Einar Gerhardsen die Unterstützung entzog und damit den Bruch der Regierungskoalition herbeiführte. 
1988 wurde ihm die Verdienstmedaille des Königs in Silber verliehen.